# Amstel Gold Race 1996
De 31ste editie van de Amstel Gold Race vond plaats op 27 april 1996. Het parcours, met start in Heerlen en finish in Maastricht, had een lengte van 253 kilometer. Aan de start stonden 192 renners, waarvan 84 de finish bereikten. Het was het eerste jaar dat Leo van Vliet de nieuwe koersdirecteur was. Tourwinnaar Miguel Indurain stond ook aan de start en werd 26e.

## Uitslag
| rang | renner                | land        | tijd       |
| ---- | --------------------- | ----------- | ---------- |
| 1    | Stefano Zanini        | Italië      | 5u 55' 36" |
| 2    | Mauro Bettin          | Italië      | op 22"     |
| 3    | Johan Museeuw         | België      | z.t.       |
| 4    | Oleksandr Hontsjenkov | Oekraïne    | z.t.       |
| 5    | Fabiano Fontanelli    | Italië      | z.t.       |
| 6    | Andrei Tchmil         | België      | z.t.       |
| 7    | Emmanuel Magnien      | Frankrijk   | z.t.       |
| 8    | Gianluca Bortolami    | Italië      | z.t.       |
| 9    | Jens Heppner          | Duitsland   | z.t.       |
| 10   | Beat Zberg            | Zwitserland | z.t.       |

1966 · 1967 · 1968 · 1969 · 1970 · 1971 · 1972 · 1973 · 1974 · 1975 · 1976 · 1977 · 1978 · 1979 · 1980 · 1981 · 1982 · 1983 · 1984 · 1985 · 1986 · 1987 · 1988 · 1989 · 1990 · 1991 · 1992 · 1993 · 1994 · 1995 · 1996 · 1997 · 1998 · 1999 · 2000 · 2001 · 2002 · 2003 · 2004 · 2005 · 2006 · 2007 · 2008 · 2009 · 2010 · 2011 · 2012 · 2013 · 2014 · 2015 · 2016 · 2017 · 2018 · 2019 · 2020 · 2021 · 2022 · 2023 · 2024 · 2025

Lijst van beklimmingen